# Glándula de Moll
La glándula de Moll es una glándula sudorípara apocrina modificada, la cual se encuentra en gran número en el margen o borde del párpado del ojo, próximo a la base de las pestañas. Las glándulas de Moll son relativamente grandes y de forma tubular. Estas glándulas vierten su contenido hacia las pestañas cercanas. La glándula de Moll y la glándula de Zeis segregan lípidos que se agregan a la capa superficial de las lágrimas, retardando su evaporación. La glándula de Moll es propensa a infecciones y bloqueos de sus conductos con sebo y restos de células muertas, lo cual lleva al desarrollo de un orzuelo. La glándula de Moll debe su nombre al oftalmólogo holandés Jacob Anton Moll.